# Proposition contraposée
Ne doit pas être confondu avec Modus tollens.
 (mars 2015).
En mathématiques et en logique, la contraposition transforme une implication « si A alors B » en une implication équivalente « si non B alors non A ». La nouvelle proposition obtenue « si non B alors non A » s'appelle la contraposée de « si A alors B ». Par exemple, la proposition contraposée de la proposition « s'il pleut, alors le sol est mouillé » est « si le sol n'est pas mouillé, alors il ne pleut pas ».
La contraposition est utilisée dans les démonstrations mathématiques : au lieu de démontrer que A implique B, on démontre que la négation de B implique la négation de A. Le modus tollens est une règle d'inférence selon laquelle, si une proposition est vraie, alors il en est de même pour sa proposition contraposée.

## Attention aux sophismes
Considérons l'exemple suivant :
S'il pleut, alors le sol est mouillé.
On y a remplacé A par « il pleut » et B par « le sol est mouillé », et on a bien « si A alors B ».
Attention, la proposition  « si A alors B » exprime le fait que B est une condition nécessaire de A : on ne peut pas avoir A sans avoir B. Dans notre exemple, il n'est pas possible qu'il pleuve et que le sol ne soit pas mouillé. Il faut distinguer la contraposée de la réciproque : la réciproque de « A implique B » étant « B implique A ». Le fait que l'une soit vraie ne dit rien sur l'autre à moins qu'on ait montré, par ailleurs, qu'il existe une équivalence entre A et B (« A si et seulement si B ») auquel cas, l'implication et la réciproque sont toutes deux vraies ensemble ou fausses ensemble. Ainsi, même si l'implication « s'il pleut, alors le sol est mouillé » est vraie, on ne peut rien en déduire sur sa réciproque (« si le sol est mouillé, alors il pleut »), qui en l'occurrence est fausse, puisque le sol peut être mouillé sans qu'il pleuve.
Il ne faut pas confondre non plus la contraposition avec la négation de l'antécédent « non-A implique non-B » (« s'il ne pleut pas, alors le sol n'est pas mouillé ») qui, elle, n'est pas équivalente à l'implication mais à sa réciproque (c'est en fait la contraposée de la réciproque). Utiliser la négation de l'antécédent conduit à un raisonnement faux ou sophisme. En effet, dans notre exemple le sol peut avoir été mouillé par autre chose que la pluie, de même que le sol peut être encore mouillé alors que la pluie s'est arrêtée, ce n'est donc pas parce qu'il ne pleut pas que le sol n'est pas mouillé.

## Applications en mathématiques
L'équivalence entre une implication et sa contraposée est fréquemment utilisée en logique, au même titre que les identités remarquables en algèbre. Les deux propositions sont logiquement équivalentes mais elles n'ont pas le même rôle dans une démonstration.
Par exemple, le théorème « si un quadrilatère est un rectangle alors il est un parallélogramme » sert à démontrer qu'un rectangle a toutes les propriétés du parallélogramme (côtés opposés parallèles et de même longueur).
Sa contraposée, « si un quadrilatère n'est pas un parallélogramme alors ce n'est pas un rectangle » sert à démontrer qu'un quadrilatère ne vérifiant pas une des propriétés caractéristiques du parallélogramme ne peut pas être un rectangle.
Comme on l'a dit plus haut, bien que la contraposée d'un théorème vrai soit toujours vraie, sa réciproque peut être fausse : « si un quadrilatère est un parallélogramme alors il est un rectangle » est faux.

## Logiques

### Logique classique
La proposition : « A implique B » est représentée par la formule {\displaystyle A\Rightarrow B} où le symbole {\displaystyle \Rightarrow } désigne l'implication. En logique classique, l'implication logique ne présuppose aucune hiérarchie, même chronologique, entre ses éléments constituants, et est donc à bien distinguer de la causalité. Les lois de De Morgan résument la façon dont il faut permuter en logique les opérations « et » et « ou » lors de transformations de formules. La définition logique de l'implication est la suivante :
{\displaystyle A\Rightarrow B\equiv \neg {A}\lor B}
On obtient la même formulation avec {\displaystyle \neg B\Rightarrow \neg A}. Ainsi, la formule {\displaystyle A\Rightarrow B} est équivalente à la formule contraposée {\displaystyle \neg B\Rightarrow \neg A}.

### Logique intuitionniste
En logique intuitionniste, logique qui refuse le raisonnement par l'absurde ou l'élimination de la double négation, ou en logique minimale, logique qui n'accorde aucun traitement particulier à la contradiction, les deux implications {\displaystyle A\Rightarrow B} et {\displaystyle \neg B\Rightarrow \neg A} ne sont pas équivalentes. En effet, en définissant la négation d'une proposition par le fait que cette proposition conduit à une contradiction, on montre en logique intuitionniste que la première implication entraîne la seconde mais que la réciproque est fausse. Supposons donc que {\displaystyle A\Rightarrow B}, et montrons que {\displaystyle \neg B\Rightarrow \neg A}. Si on a {\displaystyle \neg B}, alors A (qui entraîne B) conduit à une contradiction. Donc on a {\displaystyle \neg A}. On a donc montré que, sous l'hypothèse {\displaystyle A\Rightarrow B}, on a {\displaystyle \neg B\Rightarrow \neg A}.
La réciproque nécessite l'utilisation du raisonnement par l'absurde (ou sa variante, l'élimination de la double négation). Supposons en effet que {\displaystyle \neg B\Rightarrow \neg A}. Si on a A, alors {\displaystyle \neg B} (qui entraîne {\displaystyle \neg A}) conduit à une contradiction. On a donc montré que {\displaystyle A\Rightarrow \neg \neg B}. Mais pour montrer que {\displaystyle A\Rightarrow B}, on doit utiliser le fait que, si {\displaystyle \neg B} conduit à une contradiction, alors B est vrai, ce qui est l'essence même du raisonnement par l'absurde.

## Exemple

### Énoncé
L'affirmation
```
Qui parle, ne sait pas.
```

est équivalente à l'affirmation
```
Qui sait, ne parle pas.
```

### Preuve
On substitue A=(parler) et B=non(savoir):
    ((parler) ⇒ non(savoir))
⇔ (non(non(savoir)) ⇒ non(parler))
⇔ ((savoir) ⇒ non(parler))

## Appellations différentes
Dans certains établissements d'enseignement[Lesquels ?], la preuve par contraposition est appelée « preuve par transposition ».[réf. nécessaire]
L’appellation contraposée apparait en 1862 dans une traduction de l'allemand de Kant.